# Tô Thiện
Tô Thiện (1922-2021) là nhà hoạt động cách mạng, quyền Bí thư Tỉnh ủy Hà Đông, quyền Chủ nhiệm Liên hiệp Hợp tác xã Tiểu công nghiệp, Thủ công nghiệp Việt Nam.
Tên khai sinh của ông là Lê Anh Tuấn, nguyên quán xã Song Lãng, huyện Vũ Thư, tỉnh Thái Bình.
Quá trình hoạt động cách mạng
Năm 1944, khi đang làm thư ký tại toà sứ Hải Dương, ông được các cán bộ của Đảng ở đây giác ngộ và bắt đầu tham gia hoạt động cách mạng (gia nhập Thanh niên Cứu quốc, tham gia thành lập Hội Truyền bá Quốc ngữ thị xã Hải Dương, tuyên truyền và vận động trong thanh niên, trí thức tại đây).
Trong cuộc tổng khởi nghĩa tháng 8/1945, ông tham gia giành chính quyền tại Hải Dương. Tháng 5/1946 ông được kết nạp vào Đảng Cộng sản Đông Dương và được cử làm Chính trị viên Thành đội Tự vệ Hải Dương và Tiểu đoàn Cảnh vệ, kiêm Bí thư Liên chi ủy Thành đội Tự vệ và Tiểu đoàn Cảnh vệ. Kháng chiến toàn quốc bùng nổ tháng 12/1946, ông tham gia chiến đấu ở Hải Dương. Tháng 3/1947, ông được cử làm Chính trị viên đầu tiên của Tỉnh đội Dân quân Hải Dương vừa được thành lập, tham gia lãnh đạo phong trào chiến tranh du kích trong tỉnh. [1]
Sau khi Liên khu III được thành lập năm 1948, ông được điều động tham gia lãnh đạo kháng chiến tại các địa bàn thuộc Liên khu, lần lượt đảm nhiệm vị trí Phó Bí thư Tỉnh ủy Hòa Bình (1948-1949), Trưởng phòng Quân sự Liên khu ủy III (1949), Phó Bí thư Tỉnh ủy Ninh Bình (1949-1950), Chánh Văn phòng Liên khu ủy III (1950), Phó Bí thư rồi quyền Bí thư Tỉnh ủy Hà Đông (1951-1952). [2] [3]
Các năm 1953-1954, ông được điều động lên Ban Tuyên huấn Trung ương Đảng, phụ trách công tác tuyên huấn vùng địch hậu. Trong Chiến dịch Điện Biên Phủ, ông được cử vào ở bên cạnh Văn phòng Tổng Bí thư, trực tiếp nhận chỉ thị của Thường vụ Trung ương Đảng chỉ đạo công tác tuyên truyền chiến dịch.
Sau khi Hiệp định Genève được ký kết tháng 7/1954, ông tham gia tiếp quản các vùng mới giải phóng ở Nam Định, Sơn Tây, Hà Nội, Hải Dương, Hòn Gai, Hải Phòng.
Các năm 1955-1958, ông làm Vụ phó Vụ Tuyên truyền, Ban Tuyên huấn Trung ương.
Các năm 1959-1971, ông công tác ở Hải Phòng, làm Phó Chủ tịch Ủy ban Hành chính Thành phố Hải Phòng (1960-1965), Phó Bí thư Thường trực Thành ủy Hải Phòng (1965-1971). [4]
Các năm 1972 -1984, ông được điều động làm Phó Chủ nhiệm rồi quyền Chủ nhiệm Liên hiệp Hợp tác xã Tiểu công nghiệp, Thủ công nghiệp Việt Nam kiêm Bí thư Đảng đoàn. Trong thời gian đó, ông tham gia Đoàn Chủ tịch Ủy ban Trung ương Mặt trận Tổ quốc Việt Nam (1976-1985).
Các năm 1985-1987, ông công tác ở Văn phòng Hội đồng Bộ trưởng, làm Cố vấn cao cấp, trợ lý Chủ tịch Hội đồng Bộ trưởng trong lĩnh vực công nghiệp.
Ông được Đảng và Nhà nước Việt Nam tặng thưởng Huân chương Độc lập hạng nhất, Huân chương Kháng chiến chống Pháp hạng nhất, Huân chương Kháng chiến chống Mỹ hạng nhất, Huy hiệu 75 năm tuổi Đảng.